# Kumu (museo)
Kumu (en estonio: Kumu kunstimuuseum,  lit. 'museo de arte', por su abreviatura Kunstimuuseum) es un museo de arte en Tallin, Estonia. El museo es uno de los museos más grandes de Estonia y uno de los museos de arte más grandes de Europa del Norte. Es una de las cinco sedes del Museo de Arte de Estonia, que alberga sus oficinas principales.
Kumu presenta tanto colecciones permanentes como exposiciones temporales. La colección principal abarca el arte estonio a partir del siglo XVIII, incluidas las obras del período de ocupaciones (1940-1991) y muestra tanto el realismo socialista como lo que en ese entonces era el arte inconformista. Las exposiciones temporales incluyen arte moderno y arte contemporáneo, tanto extranjero como estonio.
Kumu recibió el prestigioso premio del museo europeo del año en 2008 del European Museum Forum.

## El edificio
El diseñador del edificio es Pekka Vapaavuori, un arquitecto finlandés que ganó el concurso en 1994. La construcción se llevó a cabo entre 2003 y 2006. El museo se implantacon éxito en la pendiente de piedra caliza de la colina de Lasnamäe, y por lo tanto, a pesar de su tamaño, está en armonía con la intimidad del parque Kadriorg, que tiene siglos de antigüedad.

### Organización del museo
- Planta baja: entrada desde el lado del parque Kadriorg, auditorio y cafetería.
- Primera planta: entrada desde el lado del estacionamiento Lasnamägi, terraza, información, guardarropa, baños, gran auditorio, biblioteca, librería y restaurante. Ala de exposiciones temporales.
- Segunda planta: clásicos del arte estonio desde el siglo XVIII hasta el final de la Segunda Guerra Mundial.
- Tercera planta: arte estonio desde 1945 hasta 1991.
- Cuarta planta: exposiciones temporales de arte contemporáneo, arte posterior a 1991.

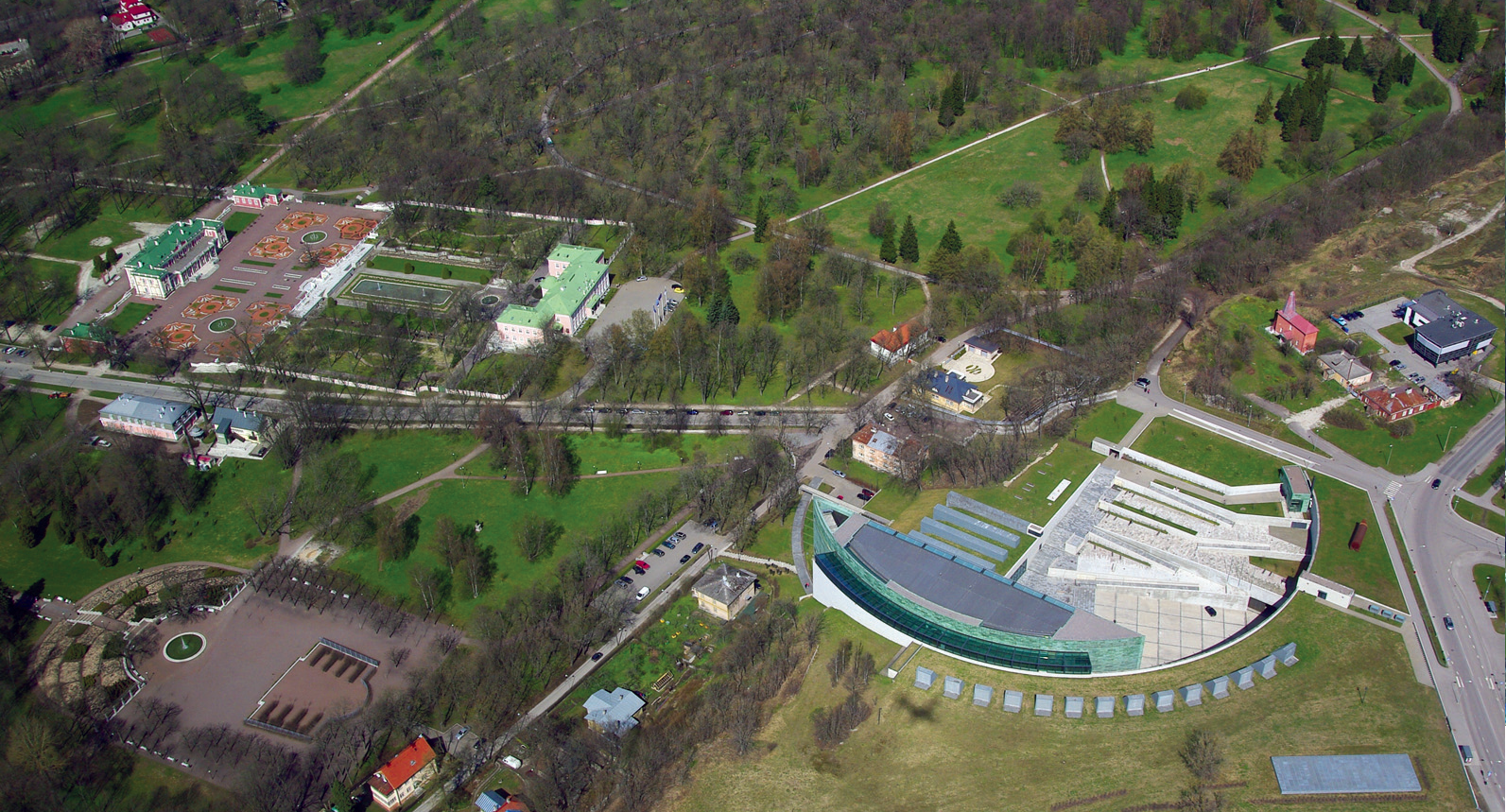

## Historia del museo
El Museo de Arte de Estonia fue fundado el 17 de noviembre de 1919, pero hasta 1921 no obtuvo su primer edificio permanente, el palacio Kadriorg, construido en el siglo XVIII. En 1929, el palacio fue expropiado del Museo de Arte para reconstruirlo como residencia del presidente de Estonia.
El Museo de Arte de Estonia tuvo varios sedes temporales diferentes, hasta que se mudó de nuevo al palacio en 1946. En septiembre de 1991, el palacio Kadriorg fue cerrado por reformas, ya que se había deteriorado casi por completo durante la ocupación soviética de Estonia. A finales de 1991, el entonces Consejo Supremo de la República de Estonia decidió garantizar la construcción de un nuevo edificio para el Museo de Arte de Estonia en el parque Kadriorg. Hasta que se terminó el nuevo edificio, la Casa de los Caballeros de Estonia en Toompea Hill, en el casco antiguo de Tallin, sirvió como el edificio principal temporal del Museo de Arte de Estonia. La exposición se inauguró allí el 1 de abril de 1993. El Museo de Arte de Estonia cerró permanentemente las exposiciones en ese edificio en octubre de 2005. En el verano de 2000 se inauguró el restaurado Palacio Kadriorg, pero no como  edificio principal del Museo de Arte de estonia, sino como una de sus secciones. El Museo de Arte Kadriorg expone ahora la colección de arte extranjero del Museo de Arte de Estonia.
Kumu incluye salas de exposiciones, un auditorio que ofrece diversas posibilidades y un centro de educación para niños y amantes del arte (ver más arriba). KUMU tiene una completa colección de arte estonio, que incluye pinturas de Carl Timoleon von Neff, Oscar Hoffmann, Ants Laikmaa, Julia Hagen-Schwarz, Oskar Kallis, Konrad Mägi, Jaan Koort, Henn Roode y Johannes Greenberg.

## Las colecciones

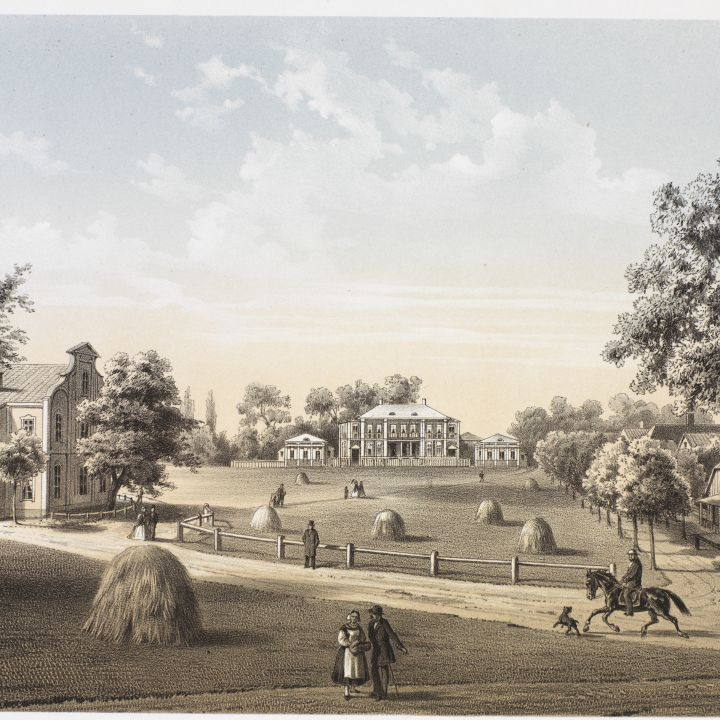
Green Meadow in Kadriorg (ca. 1865), de Lorenz-Heinrich Petersen  (1805-1895)
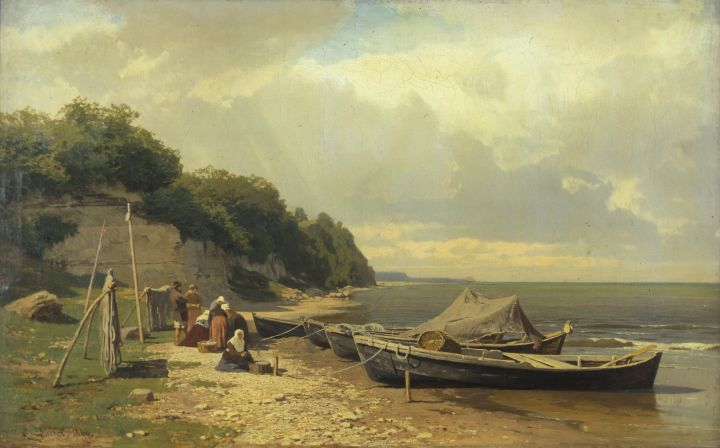
Seashore at Tiskre (1866), de Eugen Dücker (1841-1916)
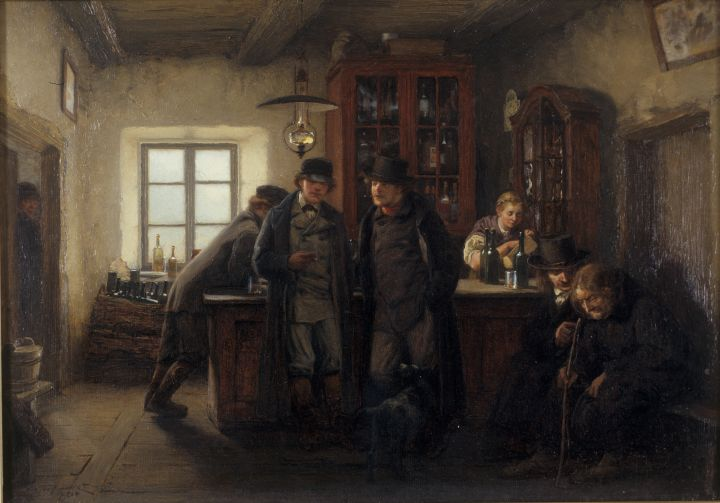
Farmers in a Barrelhouse, de Oscar Hoffmann (1851-1912)
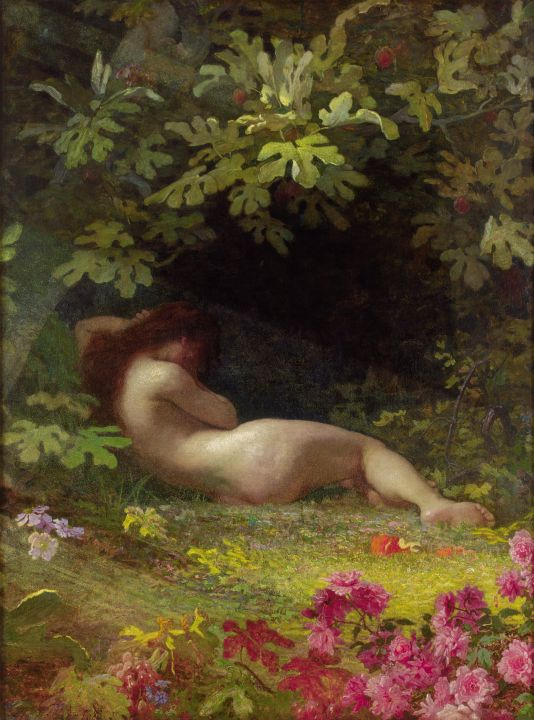
Eve after Falling into Sin (1883), de Johann Köler (1826-1899)
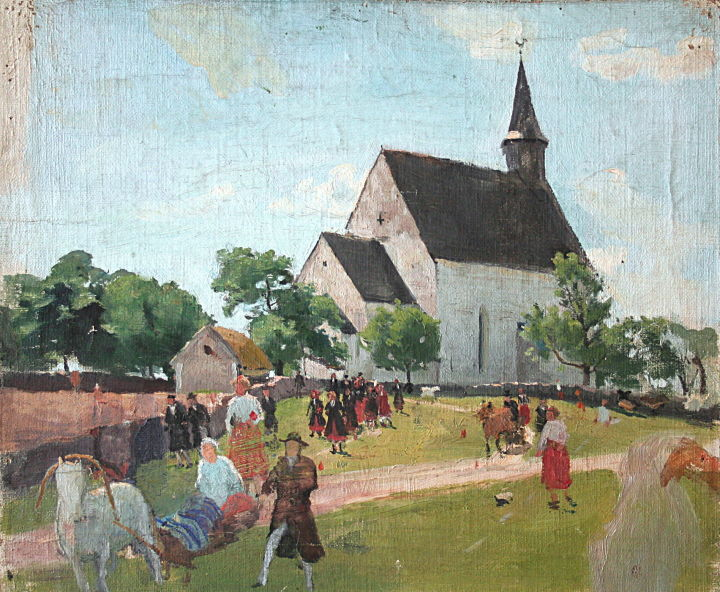
Muhu Church (1893), de Paul Raud (1865-1930)
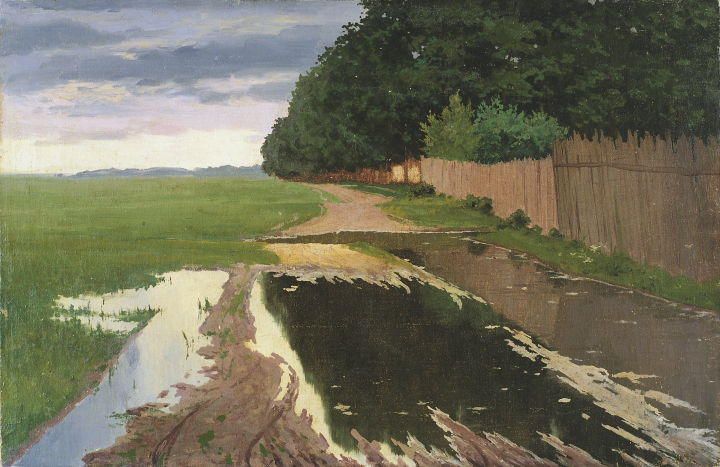
A Landscape with a Fence (1906-1911), de  Paul Raud (1865-1930)
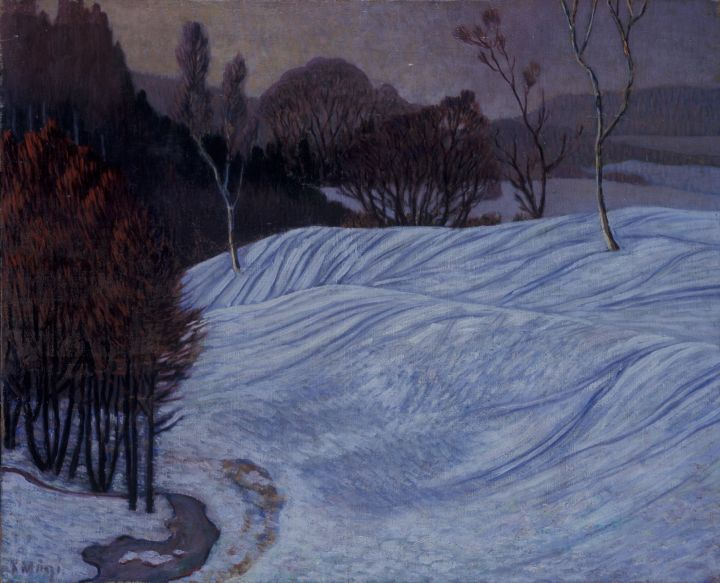
Norwegian Landscape (1908-1910), de  Konrad Mägi (1878-1925)
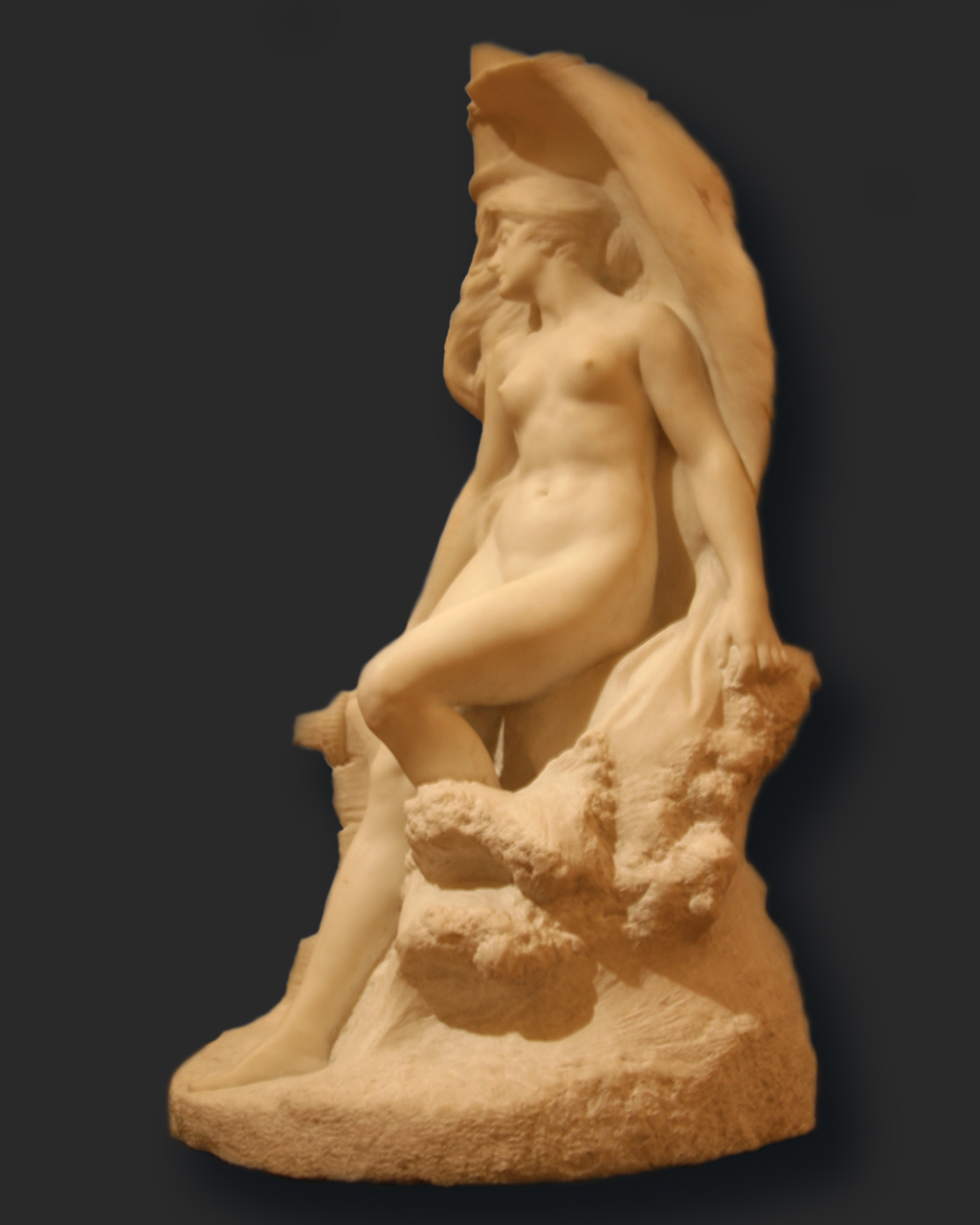
The Ship's Last Sigh (1899), de Amandus Adamson (1855-1929)
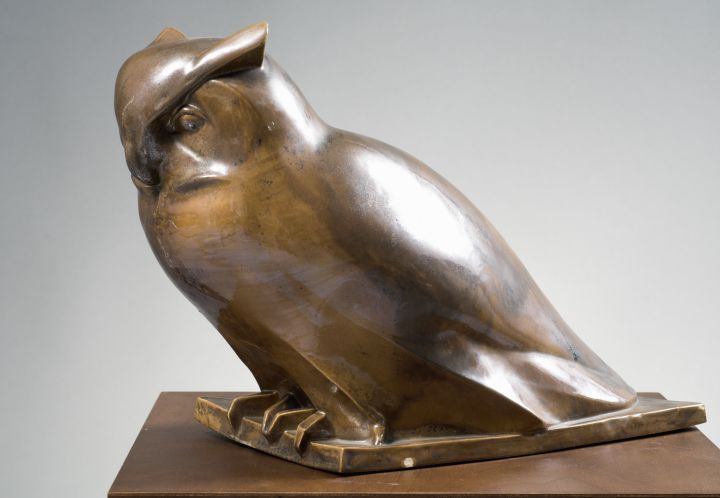
Owl (1933), de Jaan Koort (1883-1935)
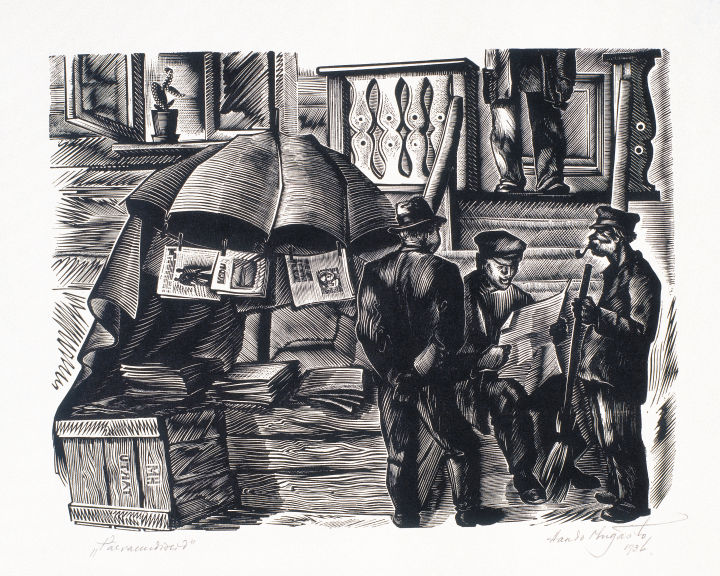
Daily News (1936), de Hando Mugasto (1907-1937)